# Lachlan Bayliss
Lachlan Bayliss (24 luglio 2002) è un calciatore neozelandese, attaccante del Newcastle Jets.

## Carriera

### Club
Bayliss è cresciuto nel settore giovanile dei C.C. Mariners, dove ha giocato anche con la squadra riserve nel campionato del Nuovo Galles del Sud. Nel 2023 è rimasto svincolato e si è accordato con i Newcastle Jets. Ha debuttato il 17 luglio nell'incontro di Australia Cup vinto ai rigori contro il Melbourne Victory.

### Nazionale
Nel 2024 è stato convocato dalla nazionale olimpica neozelandese per partecipare ai Giochi della XXXIII Olimpiade in qualità di giocatore di riserva. In seguito è stato integrato nella squadra principale in sostituzione dell'infortunato Riley Bidois.

## Statistiche

### Presenze e reti nei club
Statistiche aggiornate al 28 dicembre 2024.
| Stagione              | Squadra               | Campionato            | Campionato | Campionato | Coppe nazionali | Coppe nazionali | Coppe nazionali | Coppe continentali | Coppe continentali | Coppe continentali | Altre coppe | Altre coppe | Altre coppe | Totale | Totale | Totale |
| Stagione              | Squadra               | Comp                  | Pres       | Reti       | Comp            | Pres            | Reti            | Comp               | Pres               | Reti               | Comp        | Pres        | Reti        | Pres   | Reti   |        |
| --------------------- | --------------------- | --------------------- | ---------- | ---------- | --------------- | --------------- | --------------- | ------------------ | ------------------ | ------------------ | ----------- | ----------- | ----------- | ------ | ------ | ------ |
| 2023-2024             | Newcastle Jets        | AL                    | 11         | 0          | CA              | 2               | 0               |                    | -                  | -                  |             | -           | -           | 13     | 0      |        |
| 2024-2025             | Newcastle Jets        | AL                    | 8          | 1          | CA              | 1               | 0               |                    | -                  | -                  |             | -           | -           | 9      | 1      |        |
| Totale Newcastle Jets | Totale Newcastle Jets | Totale Newcastle Jets | 19         | 1          |                 | 3               | 0               |                    | -                  | -                  |             | -           | -           | 22     | 1      |        |
| Totale carriera       | Totale carriera       | Totale carriera       | 19         | 1          |                 | 3               | 0               |                    | -                  | -                  |             | -           | -           | 22     | 1      |        |